# Claes Kreüger
Claes Hjalmar Kreüger, född 24 januari 1826 i Stockholm, död 2 mars 1891 i Växjö, var en svensk militär.
Claes Kreüger var son till Johan Henrik Kreüger och Europsyne Tenger. Han blev kadett vid Krigsakademien på Karlberg 1840, utexaminerad därifrån 1845,  underlöjtnant vid Andra livgardet 1845 och löjtnant där 1850. Kreüger genomgick Gymnastiska centralinstitutet 1850–1851. Han blev kapten i regementet 1860, vid regementet 1865, överstelöjtnant och major vid Marinregementet 1869, var överstelöjtnant och chef för Smålands grenadjärbataljon 1873–1878 och därjämte chef för skjutskolan på Rosersberg 1876. Kreüger blev överste 1878 och var 1878–1889 chef för Kronobergs regemente. Han befordrades 1888 till generalmajor. Kreüger blev riddare av Svärdsorden 1868 och kommendör av första klassen av samma orden 1884.